# John Clemm
John Clemm (även Johann Gottlob Klemm och Johannes Klemm), född 1690, död 1762, var en tysk-amerikansk orgelbyggare. Han är känd för att vara den första professionella orgelbyggaren i USA och för att ha byggt den första kyrkorgeln i Nordamerika. Han lärde ut yrket till den kända orgelbyggaren David Tannenberg. Clemm koncentrerade sig på att bygga och reparera kyrkorglar för den framväxande Moravian Church (Herrnhutismen) i Nordamerika.

## Tidigt liv och utbildning
Johann Gottlob Klemm föddes 1690 i en by nära Dresden i Tyskland. Han var son till en organist, orgelbyggare och skolmästare. När han var femton år studerade han teologi vid universiteten i Freiberg i två år. 1709 började han vid universitetet i Leipzig.

## Tidig karriär
Johan Gottlob Clemm återvände 1710 till Dresden för att inleda en karriär inom instrumentbyggeri. Clemm lärde sig yrket som klaverbyggare och orgelbyggare i Dresden av Andreas Silbermann och hans bror Gottfried Silbermann. Han utvecklade en vänskap med herrnhutismens ledare Nikolaus Ludwig von Zinzendorf och byggde en cembalo till honom. 1726 gick han med i herrnhutismen och flyttade till Herrnhut på gården Zinzendorf. Clemm var närvarande vid nattvardsgången den 13 augusti 1727. Han var gruppledare som lärde pojkar och ledde gudstjänster.
Clemm följde herrnhutismens vägar under några år. Men omkring 1730 blev han besviken på Zinzendorfs ledarskap. Bråket handlade om läran och misstro mot fromma människor. Clemm och hans familj stannade kvar i församlingen i Herrnhut ytterligare några år tills de emigrerade 1733 till Amerika med familjen Schwenkfelder.

## Nordamerika
Clemm bosatte sig i Philadelphia 1736 och arbetade som separatist. Han konstruerade orglar och tangentbordsinstrument för moraviernas kyrka i Amerika. Han övergav sitt tyska namn Johann Gottlob Klemm, och angliserade sitt namn till John Clemm.  Clemm flyttade 1737 till New York. Han föreslog ett schema 1738 för en stor orgel i Trinity Church. Det godkändes och han började bygga orgeln 1739. Han slutförde den 1741 och fick den slutgiltiga betalningen samma år. Det var den första kyrkorgeln som byggdes i Amerika.
Clemm återvände till Pennsylvania 1747. Där reparerade och byggde han orglar i Bethlehem-området för moravierna och hjälpte Gustavus Hesselius. Våren 1748 flyttade Clemm med familjen Tannenberg till Nazareth i Pennsylvania. Han började undervisa David Tannenberg i orgelbyggnadsteknik. Tillsammans byggde de fem orglar till moravierna. Clemm var USA:s första professionella orgelbyggare.
Under slutet av sitt liv skrev Clemm en självbiografi med memoar, denna skrev han anonymt. Han blev allvarligt sjuk i Betlehem den 2 maj 1762 och dog den 5 maj vid en ålder av 72 år.